# Ryszard Borowski (pedagog)
Ryszard Borowski (ur. 6 marca 1946, zm. 27 marca 2007) – polski pedagog, profesor nadzwyczajny, doktor habilitowany, specjalista w zakresie pedagogiki specjalnej. Autor prac i publikacji dotyczących działalności placówek opiekuńczo-wychowawczych, resocjalizacji, adaptacji społecznej oraz środowisk osób niepełnosprawnych. Wieloletni wykładowca akademicki m.in. Akademii Pedagogiki Specjalnej im. Marii Grzegorzewskiej w Warszawie oraz Szkoły Wyższej im. Pawła Włodkowica w Płocku. Promotor i recenzent rozpraw doktorskich, prac magisterskich i licencjackich. Zginął śmiercią tragiczną.

## Życiorys
Profesor Ryszard Borowski urodził się 6 marca 1946 roku w Warszawie. Podczas wieloletniej pracy wychowawczej w Pogotowiu Opiekuńczym nr 2 w Warszawie miał okazję zetknąć się z problemami dzieci i młodzieży pozbawionej właściwej opieki rodzicielskiej. Wpływ patologicznie funkcjonujących rodzin na rozwój i przystosowanie społeczne młodych ludzi, wczesna inicjacja używania środków psychoaktywnych skłoniła go do podjęcia działań naukowych celem opisania procesów determinujących nieprawidłowości socjalizacyjne w tym zakresie. Rozpoczął współpracę z prof. dr hab. Stanisławem Jedleńskim i prof. dr hab. Aleksandrem Hulkiem. W następstwie prowadzonych obserwacji i praktyki wynikającej z pracy na stanowisku wychowawcy w Pogotowiu Opiekuńczym prof. Borowski podjął w latach 1992–1994 badania naukowe dotyczące systemu opieki, wychowania i resocjalizacji dzieci i młodzieży niedostosowanej społecznie przebywającej w oddziałach izolacyjnych Pogotowia Opiekuńczego. Ukoronowaniem działalności w tej dziedzinie było uzyskanie w 1993 roku stopnia doktora w zakresie nauk pedagogicznych – specjalność dydaktyka – w Akademii Obrony Narodowej w Warszawie. Rozprawa doktorska nosiła tytuł System oddziaływań wychowawczo-resocjalizacyjnych w oddziałach izolacyjnych Pogotowi Opiekuńczych. Stopniowo zainteresowania Profesora rozszerzyły się o zagadnienia związane z osobami dorosłymi podlegającymi oddziaływaniom resocjalizacyjnym. Prowadził w tej dziedzinie badania empiryczne i przeprowadził analizę teoretyczną zachowań patologicznych. Efektem przeprowadzonych badań było wydanie publikacji pt. Wychowanie i resocjalizacja dzieci i młodzieży oddziałów izolacyjnych w Pogotowiach Opiekuńczych w 1995 roku.
Profesor Ryszard Borowski żywo interesował się sytuacją osób niepełnosprawnych w Polsce. Wyrazem tego było uczestnictwo w programie badawczym Człowiek niepełnosprawny w środowisku społecznym (1997–1999) pod kierownictwem prof. dr hab. K.J. Zabłockiego. Kontynuując myśl prof. Aleksandra Hulka, był gorącym propagatorem idei integracji osób niepełnosprawnych. Profesor Ryszard Borowski swoimi spostrzeżeniami dzielił się w licznych publikacjach dotyczących pedagogiki rewalidacyjnej m.in.: rehabilitacji społecznej i rewalidacja dzieci i młodzieży, integracji osób niepełnosprawnych, metodyki i metod korekcji, znaczenia kompensacji w usprawnianiu osób.
Działalność naukowa profesora Borowskiego nie ograniczała się do terenu Polski. Brał czynny udział oraz współorganizował konferencje naukowe w Polsce na APS w Warszawie oraz za granicą. Współpraca z Państwowym Uniwersytetem Pedagogicznym im. K.D. Uszyńskiego w Jarosławiu zaowocowała w 2001 roku napisaniem rozprawy habilitacyjnej w zakresie nauk pedagogicznych n.t. Teoria i praktyka społecznej pomocy dzieciom niepełnosprawnym w Polsce. W 2006 roku decyzją Rady Naukowej Senatu tejże uczelni nadano mu tytuł profesora. Uczestnictwo w programie badawczym n.t. dziecka ulicy w Jarosławiu przerwała tragiczna śmierć profesora.
Równolegle z badaniami naukowymi Profesor Ryszard Borowski prowadził działalnością dydaktyczną. Był wykładowcą m.in.: Akademii Pedagogiki Specjalnej im. M. Grzegorzewskiej w Warszawie, Katolickiego Uniwersytetu Lubelskiego Jana Pawła II w Lublinie, Uniwersytetu Kardynała Stefana Wyszyńskiego w Warszawie, Wyższej Szkoły Suwalsko – Mazurskiej w Suwałkach, Wszechnicy Polskiej Szkoły Wyższej TWP w Warszawie, Uniwersytetu Mikołaja Kopernika w Toruniu oraz Wyższej Szkoły im. Pawła Włodkowica w Płocku. Na wymienionych uczelniach prowadził zajęcia z zakresu pedagogiki specjalnej i resocjalizacyjnej. Również uczelnia Jarosławska zaprosiła prof. Borowskiego do współpracy dydaktycznej w ramach przedmiotu Pedagogiczne problemy osób niepełnosprawnych w Polsce. Studenci podkreślali, iż obok rzetelnego przygotowania merytorycznego profesor Borowski odznaczał się zaangażowaniem w sprawy studentów. Był nie tylko wykładowcą, ale także wychowawcą, o czym świadczy olbrzymia liczba studentów, którzy chętnie prosili o przyjęcie przez niego roli promotora. Był promotorem rozpraw doktorskich w Polsce i w Rosji, recenzentem rozprawy habilitacyjnej na Uniwersytecie M. Kopernika w Toruniu oraz recenzentem rozpraw doktorskich na innych uczelniach w Polsce. Poprowadził ponad 550 prac magisterskich oraz licencjackich.
Długoletnie doświadczenie w pracy akademickiej przyczyniło się do powierzenia profesorowi Borowskiemu szeregu funkcji od Prodziekana, Dziekana po Prorektora w SWPW w Płocku. Szkoła Wyższa im. Pawła Włodkowica w Płocku, Akademia Pedagogiki Specjalnej w Warszawie oraz Państwowy Uniwersytet Pedagogiczny im. K.D. Uszyńskiego w Jarosławiu w uznaniu dorobku naukowego oraz osiągnięć dydaktycznych przyznała Ryszardowi Borowskiemu tytuł profesora tychże uczelni.
Tragiczna śmierć profesora Ryszarda Borowskiego, 27 marca 2007 roku, uniemożliwiła dokończenie wielu projektów badawczych.
Został pochowany na nowym cmentarzu na Służewie przy ul. Wałbrzyskiej.